# Woolacombe
Woolacombe är en by i Devon i England. Byn ligger 69 km från Exeter. Orten har 783 invånare (2015). Byn nämndes i Domedagsboken (Domesday Book) år 1086, och kallades då Wellecome/Wellecoma.